# Machimosaurus
Machimosaurus is een geslacht van uitgestorven krokodilachtigen, dat leefde in het Boven-Jura (Kimmeridgien, Tithonien) en Onder-Krijt (Berriasien, Valanginien).

## Taxonomie
Er zijn drie soorten waarvan men zeker weet dat ze aan het geslacht Machimosaurus toebehoren. Voor twee andere soorten geldt dat zij tot eenzelfde soort kunnen behoren als die er al met zekerheid vastgesteld zijn en toebehoren aan Machimosaurus. Ook is het mogelijk dat zij soorten van een ander of zelfs een compleet nieuw geslacht zijn. De vijf soorten zijn:
- Machimosaurus hugii
- Machimosaurus mosae
- Machimosaurus nowackianus
- ?Machimosaurus bathonicus
- ?Machimosaurus rigauxi

Fossielen van het typespecimen Machimosaurus hugii zijn uitsluitend gevonden in Frankrijk. Verder zijn er fossielen van de andere soorten gevonden in Zwitserland, Oostenrijk, Duitsland, Portugal en Engeland. Mogelijke vondsten komen ook uit Marokko.
Machimosaurus wordt geplaatst in de Teleosauridae en in de ruimere groep Thalattosuchia. het dier valt op als hij wordt vergeleken met verwante geslachten uit de Thalattosuchia. Dit komt voornamelijk door de grootte. Alleen al de schedel was zo'n 1,5 meter lang. Niet alleen was hij met een lengte van zo'n negen tot soms wel tien meter het grootste lid van zowel de Teleosauridae alsook de Thalattosuchia, maar ook de grootst bekende crocodylomorf uit het Jura. Verder was hij samen met de metriorhynchiden Cricosaurus en Geosaurus ook de laatste thalattosuchiër.

## Vondst en naamgeving

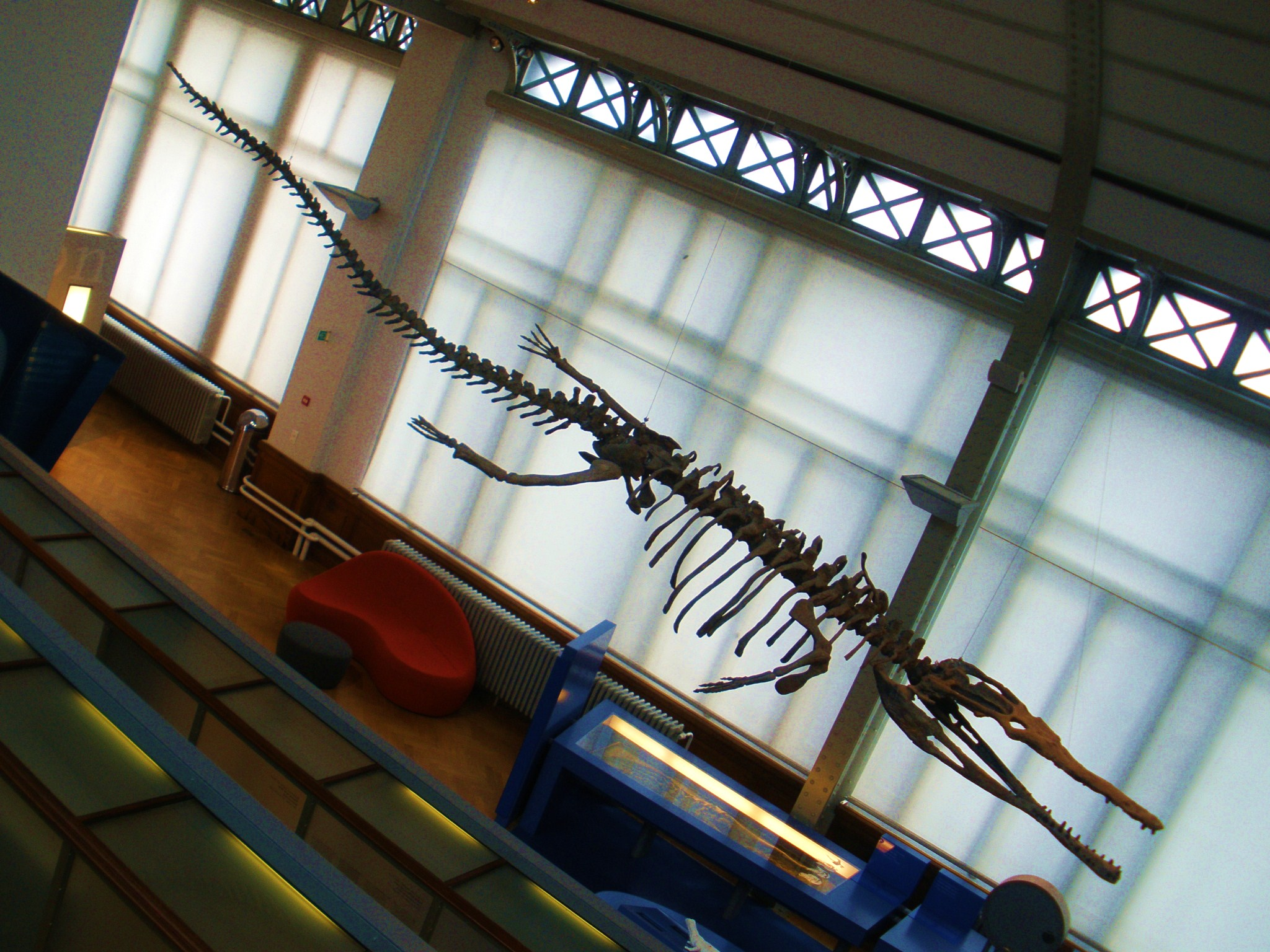
Fossiel van Machimosaurus in Brussel.

De eerste fossielen die van Machimosaurus werden gevonden waren de typische tanden. Deze werden gevonden in heel Zwitserland en Oostenrijk en in 1837 gaf Christian Erich Hermann von Meyer Machimosaurus, die destijds slechts van tanden bekend was, zijn naam. Hij noemde het dier eerst Madrimosaurus hugii en het was pas een jaar later dat hij realiseerde dat hij het dier een verkeerd gespelde naam had gegeven. Deze werd toen, in 1838, veranderd in Machimosaurus hugii.
Er is enkele onzekerheid omtrent de soorten van Machimosaurus. In 1967 veronderstelde Krebs dat Machimosaurus mosae een jonger synoniem van Machimosaurus hugii was. Nadat een vrijwel compleet skelet van Machimosaurus mosae uit het Laat-JUra van Frankrijk werd duidelijk dat Machimosaurus mosae toch een valide soort was.
De vondsten van Machimosaurus worden soms verward met die van andere mariene reptielen, vooral pliosauriërs. Zo werden door Richard Owen enkele resten aan Pliosaurus trochanterius toegeschreven, terwijl men tegenwoordig aanneemt dat het in feite om de resten van een Machimosaurus mosae ging. Ook werd een kaakbeen uit het Laat-Jura van Ethiopië lange tijd aan Simolestes nowackianus toegeschreven. Men is er inmiddels achter dat het ook hier eigenlijk om de resten van een groot individu van Machimosaurus gaat. De resten zijn echter niet identificeerbaar tot op soortelijk-niveau.

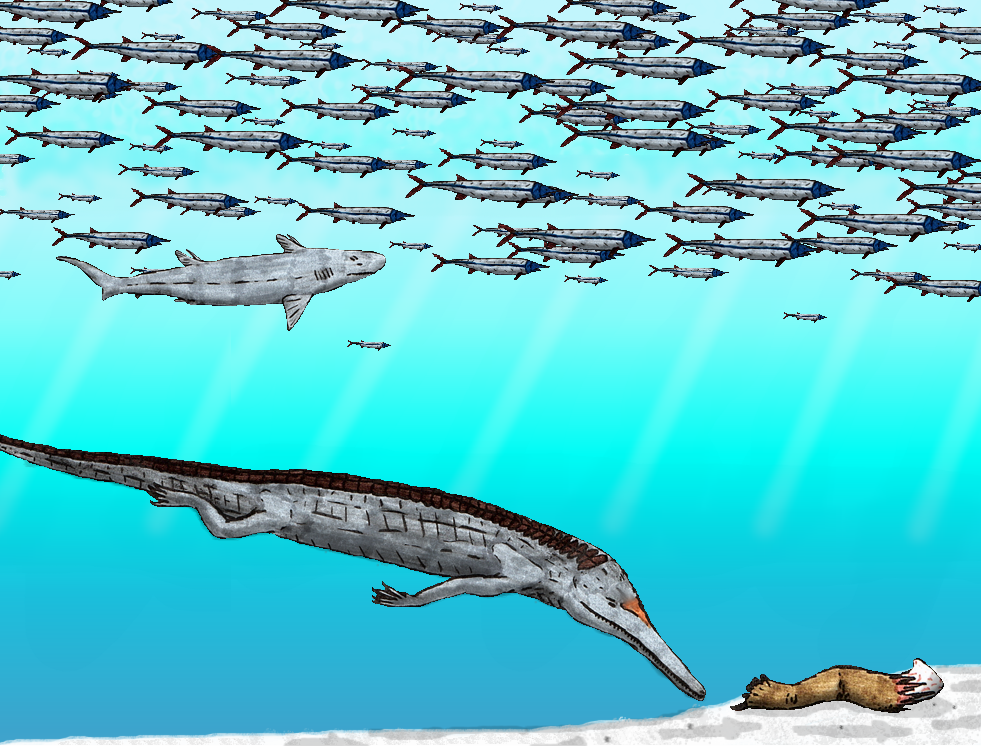
Zo zou een Laat-Jurassische mariene scene eruitgezien kunnen hebben: onder ziet men Machimosaurus die op een deels afgekloven poot van Cetiosauriscus stuit. Daarboven zwemt de haai Hybodus tussen een school Aspidorhynchus, terwijl hij wacht totdat de Machimosaurus klaar is en weer weg zal zwemmen.

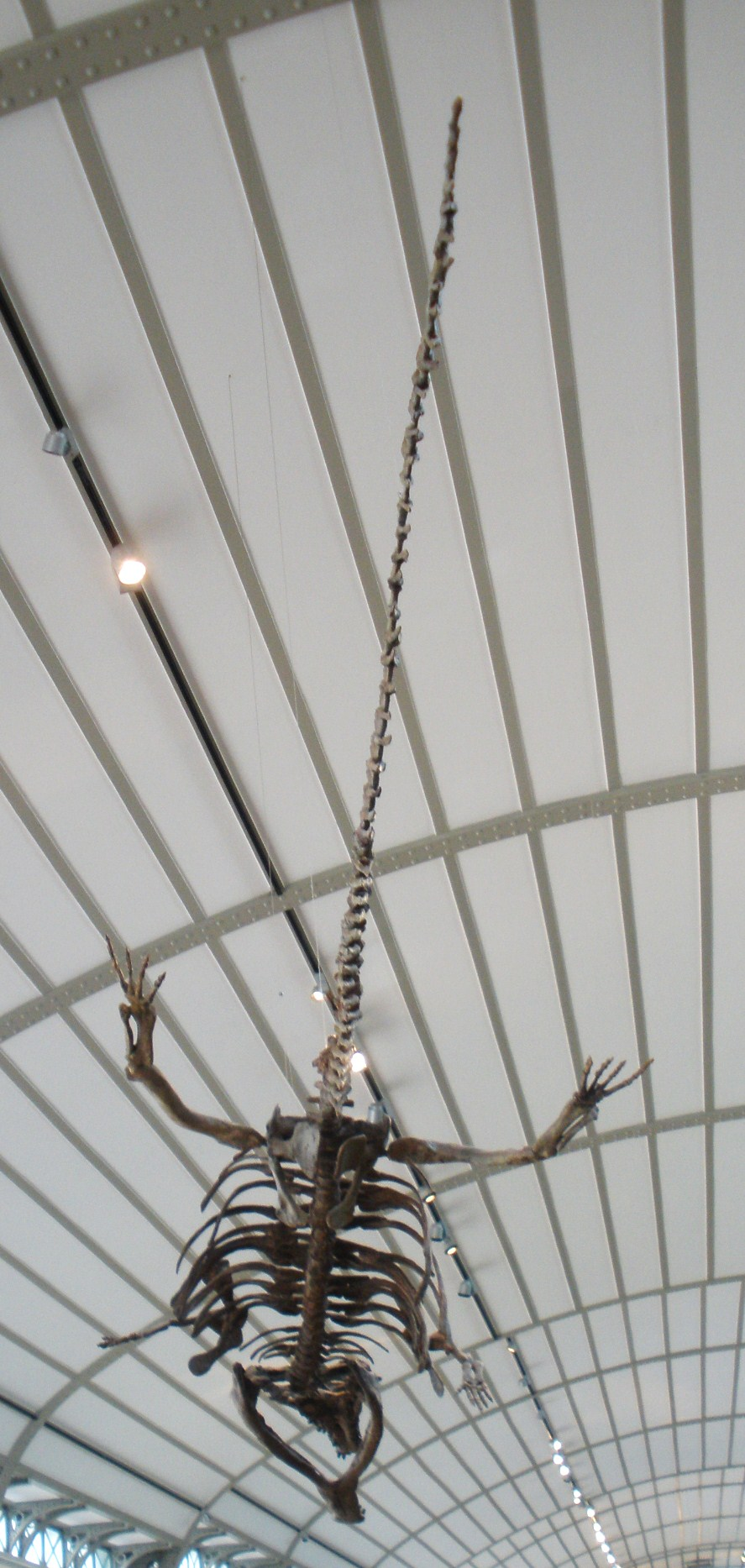
Fossiel van Machimosaurus.